# Prailles-La Couarde
Prailles-La Couarde község Franciaország Új-Aquitania régiójában, Deux-Sèvres megyében. Új községként 2019. január 1-jén jött létre két korábbi község: Prailles és La Couarde egyesítésével. Lakosainak száma 936 fő (2022. január 1.).

## Népesség
| Lakosok száma | 949  | 950  | 950  | 951  | 945  | 936  |
|               | 2017 | 2018 | 2019 | 2020 | 2021 | 2022 |